# Arctosa meitanensis
Arctosa meitanensis este o specie de păianjeni din genul Arctosa, familia Lycosidae, descrisă de Yin et al., 1993. Conform Catalogue of Life specia Arctosa meitanensis nu are subspecii cunoscute.